# Ил де Франс
Ил де Франс (фр. Île-de-France) или Париски регион је регион Француске у коме се налази 8 департмана. У региону се налази град Париз. Ово је највећи регион Француске по броју становника.

## Историја
Регион је основан у 10. веку и звао се Pays de France, да би се 1387. преименовао у Île-de-France. Данас је подручје бивше провинције Île-de-France подељено на регионе Пикардија и Париски регион. За време Револуције покрајина је подељена на три департмана: Сена, Сена и Оаза и Сена и Марна. Године 1965. број департмана је повећан са три на осам.

## Администрација
У регионалном већу се налази 209 заступничких места.

## Географија
Ово је трећа најмања покрајина континенталне Француске (мање су само Корзика и Алзас), али је највећа по броју становника (скоро 11 милиона људи живи у овом региону). У овој покрајини живи 19% укупног становништва Француске.
Највиша тачка је 217 метара (Neuilly-en-Vexin, Val d'oise), а најнижа 11 метара у Port-Villez (Yvelines). Клима је умерена. Просечна температура је 11 °C.